# دینا کوچتکوا
دینا کوچتکوا (به انگلیسی: Dina Kochetkova) ژیمناست زادهٔ ۲۷ ژوئیهٔ ۱۹۷۷ میلادی اهل کشور روسیه است.